# Moteur à pistons radiaux
 (août 2009).
Si vous disposez d'ouvrages ou d'articles de référence ou si vous connaissez des sites web de qualité traitant du thème abordé ici, merci de compléter l'article en donnant les références utiles à sa vérifiabilité et en les liant à la section « Notes et références ».

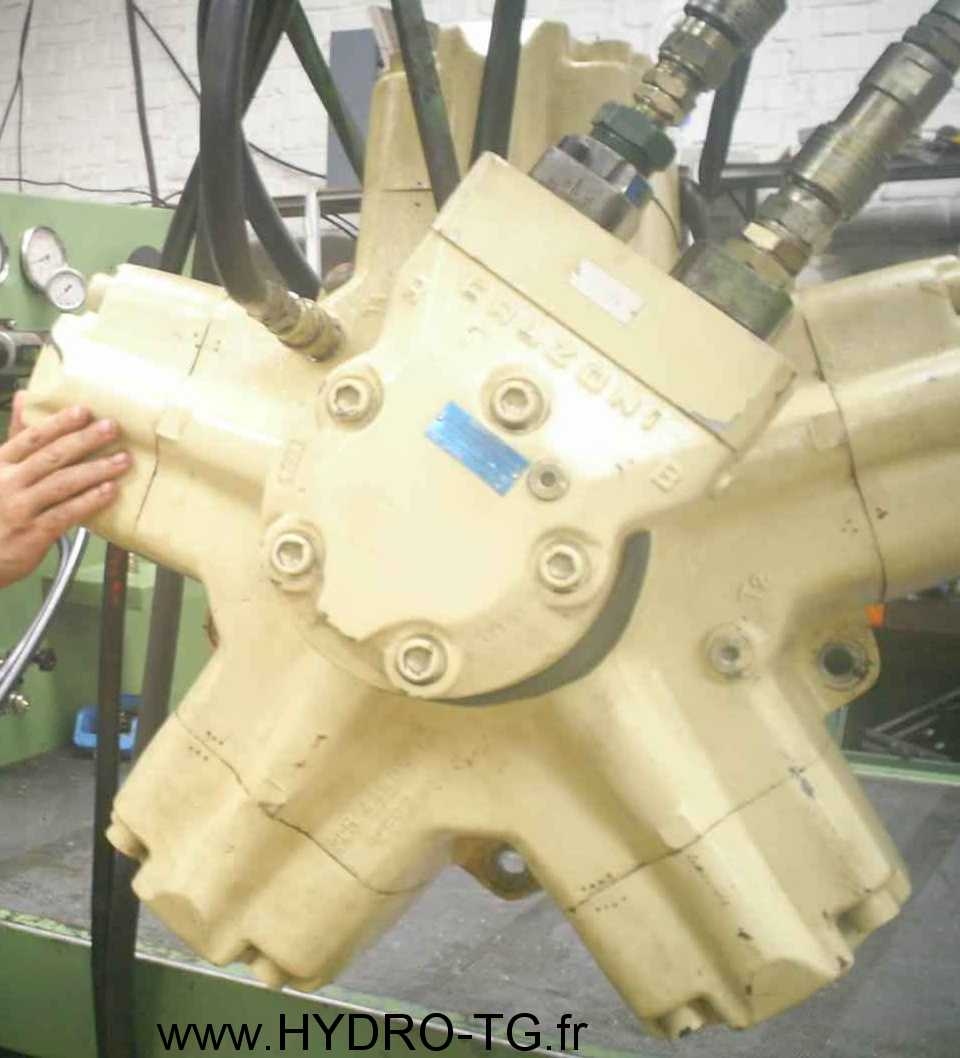
Moteur hydraulique Calzoni

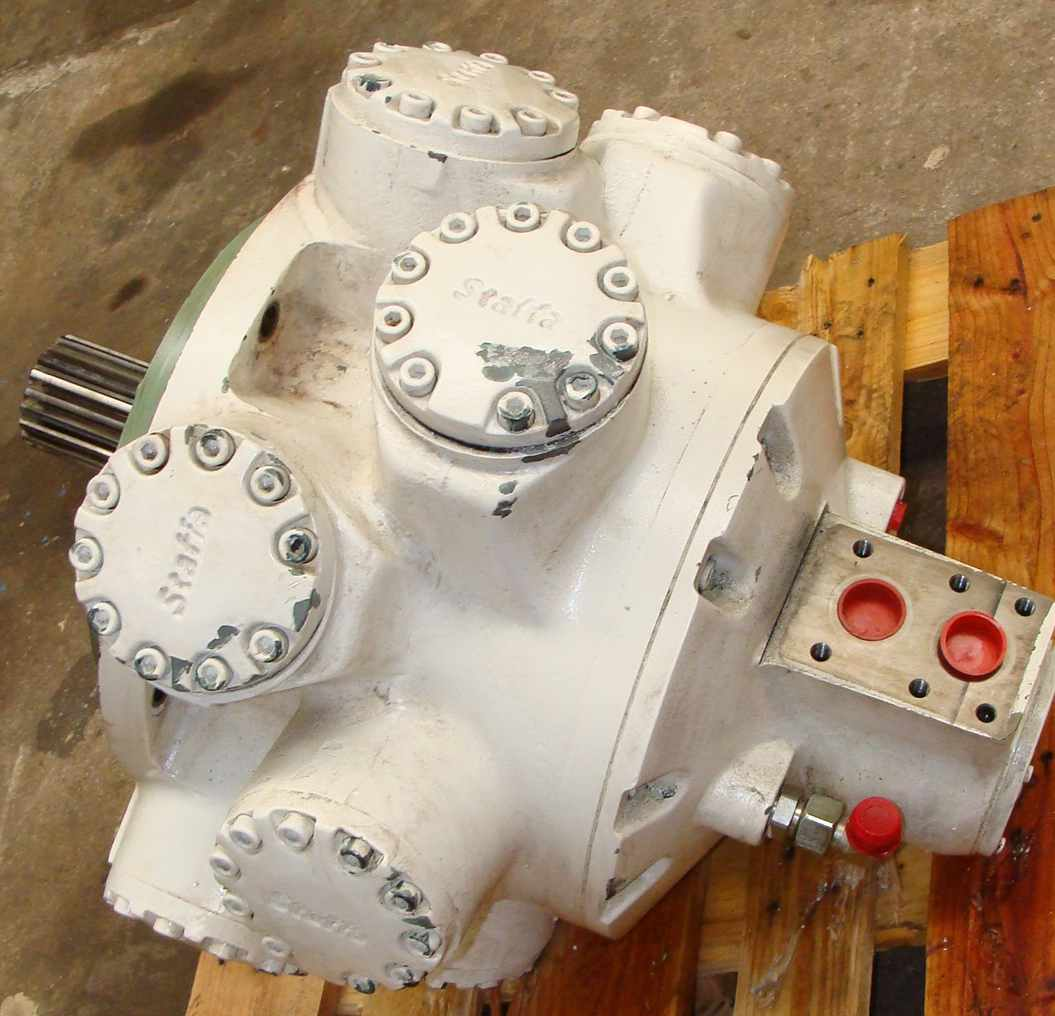
Moteur hydraulique Staffa

Les moteurs hydrauliques à pistons radiaux sont des moteurs lents,,, ils conservent un bon rendement mécanique même à moins d'un tour par minute.
Ses récepteurs rotatifs permettent de transformer l'énergie hydrostatique de la pompe hydraulique en mouvement rotatif directement sous couple élevé, sans avoir besoin de réducteur mécanique. Les pressions sont généralement de 3 000 psi (210 bars) ou un peu plus, mais certains peuvent atteindre 6 000 psi (420 bars).
Leur intérêt compétitif est surtout sur les grosses cylindrées pouvant dépasser 12 litres (12 000 cm3).

## Avantages
- En plus des avantages du moteur hydraulique classique (puissance massique importante), le moteur lent permet de ne pas monter de réducteur et peut être logé dans une roue d'engin, par exemple.
- Il permet un couple élevé.
- Très silencieux, dû à la faible vitesse.
- La rotation lente, permet une bonne fiabilité mécanique.
- Moins sensible à la pollution que les moteurs rapides avec glace barillet.
- Accélération et inversions rapides, grâce à la faible inertie des pièces et la simplicité de la chaîne cinématique.
- Certains constructeurs permettent un arbre creux traversant.
- La marque Poclain par exemple permet un fonctionnement en roue libre, c'est-à-dire sans pression d'huile et grâce aux ressorts de rappel les pistons ne touchent plus à la came, sur un engin roulant en vitesse route, tout le débit de la pompe va vers deux moteurs seulement, au lieu des quatre, ce qui double la vitesse de l'engin.

## Inconvénients
- La pression est plutôt basse, en général inférieure à 300 bars, seules certaines marques, comme Poclain, peuvent atteindre la pression de 420 bars (6 000 psi), qui est le standard des transmissions hydrostatiques.
- Pour les vitesses très lentes, il faut monter un réducteur, dès lors, on utilise un moteur rapide moins cher.

## Les principaux types

### Excentrique intérieur
La pression hydraulique, exercée sur les pistons, entraîne la rotation de l'arbre, à la manière d'un moteur à explosion.

#### Marque Staffa
Une bielle assure la liaison entre les pistons et l'excentrique, pour les très vieux modèles, il y avait un vilebrequin.

#### Marque Calzoni
Pas de bielles, mais des chemises oscillantes.

### Excentrique extérieur ou multi-cames
Appelé aussi multilobe, exemple : marques Poclain et Hagglunds, les pistons sont dans un rotor et poussent vers l'extérieur sur les cames, en général l'axe est fixe et c'est de là qu'arrive l'huile, le carter principal tourne.

## Freinage
- Pour les palans, treuils et surtout sur engins roulants, un dispositif de freinage est incorporé au moteur, celui-ci est généralement piloté par le circuit hydrostatique.
- Lors d'un arrêt d'urgence, la pression hydraulique chute et les ressorts du système de freinage bloquent l'axe.

## Applications
Les moteurs hydrauliques à pistons radiaux sont utilisés pour de nombreuses applications telles que :
- forage, offshore, treuils, palans, grues, convoyeurs, agitateurs, laminoirs, broyeurs ;
- véhicules agricoles, de travaux publics, engins militaires.

### Applications pour l'industrie
Beaucoup de très gros moteurs (voir exemples des deux photos ci-dessus), sont utilisés pour les vis d'extrusion des presses de moulage par injection plastique.

### Applications pour engins roulant
- Pour entraîner les chenilles sur des pelles mécaniques.
- La basse vitesse donne une faible inertie des pièces mobiles, permettant des inversions ou accélérations rapides.
- Moteur à deux cylindrées, certaines marques comme Staffa le permettent et ainsi avoir une vitesse rapide et lente, (soit travail, soit route) très pratique pour un engin de chantier. Le principe est l'adaptation d'un excentrique piloté, hydraulique et coulissant à l'intérieur de l'arbre.
- L'arbre peut supporter des charges radiales importantes, telles que le poids de l'engin sur le moyeux de roue, les joints d'arbres sont efficaces et peuvent travailler même immergés, dans l'eau ou la boue.
- Pour les moyeux de roue d'engin, c'est la carcasse qui tourne et l'axe qui est fixe.